# Trygve Sjölin
Trygve Peter Sjölin, född 13 oktober 1910 i Göteborg, död 15 februari 1999 i Stockholm, var en svensk militär (överste).

## Biografi
Sjölin avlade studentexamen 1930 och sjöofficersexamen 1934 samt blev fänrik i flottan samma år. År 1937 gick han på Flygskolan i Ljungbyhed och befordrades till löjtnant samma år och överfördes till året efter flygvapnet, där han blev kapten 1942. Sjölin tjänstgjorde vid Flygförvaltningen från 1944 och genomgick Flygkrigshögskolan 1946 och blev förste lärare där året efter 1947. Samma år genomgick han även radarutbildning vid Storbritanniens flygvapen. Han befordrades till major 1948 och till överstelöjtnant 1952 och var verksam på Försvarshögskolan från 1954. Sjölin var chef för Roslagens flygkår (F 2) åren 1957-1970. Han blev överste 1959. Han var generalmajor och chef för FN:s övervakningskommission i Korea 1970-1971.
Sjölin var även ordförande för Föreningen 1910 års män från 1949. Han gifte sig 1939 med Brittmari Rossel (född 1917), dotter till direktören August Rossel och Hanna Pilo. Han var far till Madelaine (född 1940), Ulf (född 1942) och Jan (född 1945). Sjölin avled den 15 februari 1999 och gravsattes den 27 april 1999 på Galärvarvskyrkogården i Stockholm. Han vilar där tillsammans med sin trolovade Ulla Klingspor von Essen.

## Utmärkelser
- Riddare av Svärdsorden, 1949[4]
- Riddare av Vasaorden[5]
- Kommendör av Svärdsorden, 6 juni 1964[6]
- Kommendör av 1. klass av Svärdsorden, 6 juni 1967[7]